# Hazelcast
Hazelcast — відкрите програмне забезпечення, in-memory датаґрід реалізований на Java. Розробляється однойменною компанією.
В Hazelcast ґріді дані рівномірно розповсюджені серед вузлів комп'ютерного кластера, дозволяючи горизонтальне масштабування як для збільшення місця для зберігання даних, так і для збільшення процесорних потужностей.
Резервні копії даних кожного вузла зберігаються на інших, що забезпечує відновлення даних при падінні будь-якого вузла.

## Викорисатання
Типове використання Hazelcast включає:
- Розподілений кеш
- Сховище для тимчасових даних, наприклад вебсесій
- In-memory аналізу та обробки даних
- Крос-JVM комунікацію
- Масштабування застосунків